# Benjamin Bley de Brito Neves
Benjamin Bley de Brito Neves (Campina Grande, 8 de fevereiro de 1941) é um pesquisador brasileiro, membro titular da Academia Brasileira de Ciências na área de Ciências da Terra desde 24 de maio de 1996. É professor do Instituto de Geociências da USP.
Foi condecorado com a comenda da Ordem Nacional do Mérito Científico.

## Biografia
Neves nasceu em Campina Grande, Paraíba onde estudou os cursos primário e secundário. Graduou-se em Geologia no ano de 1962, pela Universidade do Recife, atual Universidade Federal de Pernambuco, UFPE. Pesquisou a ocorrência de água subterrânea pela SUDENE durante 10 anos. Em 1969 iniciou a carreira de magistério, primeiro como professor adjunto da Universidade Federal de Pernambuco e na sequência, após a conclusão do doutorado trabalhou também como professor visitante da Universidade de São Paulo, USP. Em 1985 desligou-se da UFPE e mudou para São Paulo, onde continuou sua carreira universitária que segue até os dias atuais.  Foi Presidente do Conselho de Consultores Científicos da CAPES, área de Geologia e Geografia nos biênios 1985-1986 e 1987-1988 e membro do Comitê Assessor de Ciências da Terra do CNPq no biênio 1989-1990. Exerce cargo de representante do Brasil junto ao Projeto Internacional de Correlação Geológica (IGCP/IUGS) desde 1984, nomeado pelo Ministério de Minas e Energia. Participou efetivamente da Comissão de Tectônica e do Projeto Internacional da Litosfera (ILP/IUGS), nos anos 80, representando o Brasil. É professor visitante em cursos de pós-graduação em diversas universidades brasileiras. Possui mais de 120 trabalhos apresentados e publicados no Brasil e no exterior. Exerceu cargo de consultoria científica junto ao DNPM, CPRM, FAPESP, CNPq, CAPES, Petrobrás, FINEP/PADCT, Anais da Academia Brasileira de Ciências, Revista Brasileira de Geociências, Geochimica Brasiliensis, Pesquisas etc.